# Vlastiboř, Tábor
Vlastiboř là một làng thuộc huyện Tábor, vùng Jihočeský, Cộng hòa Séc.